# Charlie Weise
Charlie Weise (* 15. Juni 1955 in Köln) ist ein ehemaliger deutscher Eishockeytrainer. In seiner Karriere betreute er unter anderem den EHC Olten in der Schweizer Nationalliga B, sowie den EHC Wolfsburg, SC Solingen und EC Bad Nauheim in der 2. Bundesliga.

## Karriere
Charlie Weise begann seine Karriere als Eishockeytrainer beim EHC Olten aus der Schweizer Nationalliga B, den er in der Saison 1983/84 betreute. Zwischen 1985 und 1989 war er für je eine Spielzeit (bei einem Jahr Pause) für die deutschen Zweitligisten EC Bad Nauheim, EHC Wolfsburg und SC Solingen tätig.
Nach langjährigem Engagement im unterklassigen Eishockey war er zwischen Sommer 1999 und Januar 2003 Cheftrainer in der viertklassigen Regionalliga für den Neusser EV und die Hammer Huskies. Manager des SC Riessersee Anschließend übernahm er den Trainerposten beim ebenfalls in der Regionalliga spielenden EHC Solingen. Zuletzt betreute Weise von 2005 bis 2007 die Junioren und die 1b-Mannschaft des EV Duisburg, parallel arbeitete er in der Saison 2006/07 für Duisburgs Kooperationspartner GSC Moers.
Später wurde der Berater von Sportlern.

### Trainerstationen
| Saison    | Liga                                       | Mannschaft                                 |
| --------- | ------------------------------------------ | ------------------------------------------ |
| 1983–1984 | NLB                                        | EHC Olten                                  |
| 1985–1986 | 2. BL                                      | EC Bad Nauheim                             |
| 1987–1988 | 2. BL                                      | EHC Wolfsburg                              |
| 1988–1989 | 2. BL                                      | SC Solingen                                |
| 1995–1999 |                                            | Ratinger Löwen                             |
| 1999–2001 | RL                                         | Neusser EV                                 |
| 2001–2003 | RL                                         | Hammer Huskies                             |
| 2003      | RL                                         | EHC Solingen                               |
| 2003–2005 |                                            | Füchse Duisburg                            |
| 2005–2007 | Junioren und 1b-Mannschaft des EV Duisburg | Junioren und 1b-Mannschaft des EV Duisburg |